# چمن غاز (سرده)
چمن غازیا چمن خرچنگی (نام علمی: Eleusine) نام یک سرده از تیره گندمیان است.

## گونه‌ها
- چمن غاز